# FM鳥取
株式会社FM鳥取（エフエムとっとり）は、鳥取県鳥取市に所在する第三セクターのコミュニティ放送局。愛称は「RADIO BIRD」（レディオバード）。
開局日は2006年8月25日で、周波数の82.5MHzにちなむ。
鳥取市は全国で唯一の「民間ラジオ局の本局がない県庁所在地」だったが、同局の開設で解消された。
2019年、JCBAインターネットサイマルラジオでサイマル放送を開始した。
2020年11月2日、FM山陰と共同制作番組「Biva!!鳥取～麒麟のまち～」を2局同時生放送を行う。

## 沿革
- 2006年（平成18年）3月3日 - 会社設立。
- 2006年（平成18年）8月25日 - 開局。鳥取バスターミナル2階に入居。
- 2019年（令和元年）11月5日 - 鳥取市役所新本庁舎開庁に合わせ、市民交流センター（麒麟スクエア）に移転[5]。
- 2020年（令和2年）4月1日 - 毛無山局と小倉山局が開局[2]。

## 放送エリア
鳥取市の沿岸部と、同市の南東に隣接する八頭町の一部。およそ51,000世帯。
開局以来、鳥取砂丘の南東部にそびえる本陣山から上記を中心とする旧市街地をサービスエリアとしていたが、中継局として毛無山中継局と小倉山中継局（旧用瀬町）を整備、2020年4月1日に開局。新たに市内西部と旧用瀬町エリアを中心とする南部の合わせて72,200世帯がサービスエリアとなった。

## ケーブルテレビ再放送局
以下のケーブルテレビではFM鳥取が再放送されている。
- 日本海ケーブルネットワーク（当初は鳥取エリアのみの再放送だったが、2006年11月以降は鳥取・倉吉両方のエリアで再放送されている）
- 鳥取テレトピア（いなばぴょんぴょんネット）
- 全関西ケーブルテレビジョン（ACTV八頭局）

## 編成方針
- 終日（24時間）放送。1日のおよそ9時間を「地域密着番組」、およそ15時間を「DIGITAL J-WAVE（J-WAVEの再送信サービス）」と2019年12月からはミュージックバードの混合構成。
- 行政（鳥取市）と連携して、災害や有事に備えた「防災放送」も実施。
- 2003年から、市内の大学生による学生番組制作プロジェクトをバックアップ。産学共同でコンテンツ開発の研究も進めている。

## パーソナリティ

### 現在
ロジャー､山下､幸田の3人は同局の社員で、出演だけでなく取材や営業も担う。ともに大手ラジオ業界で活躍した経歴を持つ。

#### 同局所属アナウンサー・パーソナリティ
- ロジャー（本名:中原秀樹／局長）
- 山下弥生（営業企画部長兼アナウンサー）
- 幸田慶子（放送部長兼チーフアナウンサー）

#### フリーアナウンサー・タレント等
- 濱井丈栄（NHK広島放送局→NHK鳥取放送局→NHK首都圏放送センター→フリー）
- 田中奏子（NHK鳥取放送局→フリー）
- 古谷葉子（元FM鳥取インターン）
- 正木恵子
- 天坂真理（佐渡テレビジョン→秋田朝日放送→厚生労働省自殺対策推進室→フリー）
- 佐伯涼子

### 過去

#### 同局所属アナウンサー・パーソナリティ
- 浦田未央
- 阪本万里奈

#### フリーアナウンサー・タレント等
- 夏木唯子（オフィスキイワード所属）
- 上田雅子（元パートナーズ・プロ所属）
- 磯野孝也（フリーパーソナリティ）
- 福浜隆宏 （日本海テレビ→鳥取県議会議員）
- 本庄かおり（フリーアナウンサー）

## 自社制作番組

### 月 - 金曜日
- TOTTORI MORNING EXPRESS
  - 放送時間：7:00 - 9:00
  - パーソナリティ：濱井丈栄、正木恵子、田中奏子、古谷葉子、天坂真理、佐伯涼子（日替り出演）
  - 内容：ニュースと鳥取の情報を伝える他、リスナーからのリクエストソングもかける。出演者の個性はあまり出さない方針で、トークは少な目である。
  - 2006年8月の開局当初から存在する番組。番組開始からしばらくは、同局アナウンサーの山下弥生が出演していたが、現在は、山陰地方で活躍するフリーアナウンサー等を起用している。
- TOTTORI Freestyle Radio
  - 放送時間：12:00 - 14:00
  - パーソナリティ：ロジャー、山下弥生
  - 内容：ほぼ毎日、12時台と13時台に、鳥取で活躍する多彩なゲストが登場する。フリートークでは、ざっくばらんに話を展開し、出演者の個性がかなり出ている。ゲストコーナーの再放送を日中のINFORMUSUMENT STATIONの枠などで行っている。
  - 2019年11月に番組開始。
- INFOMUSEMENT STATION
  - 放送時間：14:00 - 16:30
  - ノンストップミュージック番組。事実上、日中のフィラー番組である。
- HIT RADIO 825
  - 放送時間：16:30 - 19:00
  - パーソナリティ：幸田慶子
  - 内容：毎日、トークテーマを設けて、リスナーからテーマに沿ったメッセージを募集し、パーソナリティができる限り、メールを紹介している。ニュースと鳥取の情報も伝えている。
  - 開局当初から存在する番組。番組開始当初の出演者は、同局の山下弥生の他、山陰地方や近畿地方で活躍するタレントを起用していた。
- ガイナーレ鳥取 HOME GAME RADIO
  - ガイナーレ鳥取ホーム戦開催日放送。
  - USTREAMでも配信。試合の中継権はないため、キックオフ時間で番組終了となる[6]。

### 土曜日
- TOTTORI Freestyle Radio - Saturday Edition
  - 放送時間：9:00 - 11:00
  - パーソナリティ：ロジャー、山下弥生
- ケイハピネスpresents K-Happiness
  - 放送時間：17:30 - 17:55
  - パーソナリティ：山下弥生
- 鳥取シティトーク
  - 放送時間：第2・4 18:50 - 19:00
  - RADIO BIRDアナウンサーが担当する。

### 日曜日
- TOTTORI Freestyle Radio - Sunday Edition
  - 放送時間：9:00 - 11:00
  - パーソナリティ：ロジャー、山下弥生
- 鳥取大学CoREラジオ
  - 放送時間：18:00 - 19:00
  - パーソナリティ：鳥取大学教職員・スタッフ、山下弥生

### 放送終了している番組
- 「エコ端会議」ラジオ版!
- 福浜隆宏の鳥取クロストーク
- 鳥の劇場PRESENTS トリラジ!
- アロハ ジュリアズウエディング

開局後、週末の自社制作番組は、鳥取シティトークのみであったが、2017年春より、週末の自社制作番組の枠が大幅に設けられた。
そのほかの時間はJ-WAVEの再送信（CM部分はカット。フィラー音楽が流れている）。

### 開局記念特別番組
- 2006年8月25日 17:00 - 「THE FIRST BIRD」
- 2006年9月16日 16:30 - 「特別対談！石破茂VS前原誠司」（地元選出の石破が、交友のある前原と対談）。

## ニュース配信
- 地元のニュースは、株主でもある日本海新聞が朝夕2回、紙面からTOTTORI FLASH NEWSを配信。
- 全国のニュースは、HEAD LINE NEWSとして、朝夕2回、朝日新聞が配信。

## 株主一覧
- 鳥取市
- 鳥取いなば農業協同組合
- 山陰合同銀行
- 鳥取信用金庫
- 新日本海新聞社
- 清水
- 鳥取ガス
- 丸由
- 大山日ノ丸証券
- ウシオ
- 日本交通
- 日ノ丸印刷
- 日本海信販
- 水野一水
- 日ノ丸観光
- びんごや
- モリックスジャパン
- 山野商事
- ゼンヤクノー
- 中央印刷
- 日ノ丸総本社
- 伝習館
- 三洋商事
- 鳥取キャリアサービス
- 玉藤商店
- ハンプス
- 久本木材
- 木谷清人
- 日ノ丸自動車
- 中国電波設備
- 明穂整形外科
- 米原正明
- 山陰放送
- アドセンターパル

## 放送事故
- 2007年2月10日
午後8時20分頃、本社の演奏所から本陣山送信所へ音声伝送用の通信回線が、落雷の被害を受け通信不能となった。その後、回線自体は11日午前3時頃に復旧したが、無変調（電波は出ているが、音声が出ていない）状態となっていた。11日午後3時半過ぎに、音声伝送装置の代替機器への交換等によって、専用線を使用した音声の伝送を再開。3月24日までは代替機を使用したため、若干音質が変化していたが、3月25日に新しい装置が稼動、元の音質に戻った。
落雷の影響を受けた回線から、接続された機器にも雷による過負荷が伝わり、音声伝送システムの故障を引き起したのが原因である。